# Cobrieux
Cobrieux település Franciaországban, Nord megyében. Lakosainak száma 553 fő (2022. január 1.). Cobrieux Bourghelles, Bachy, Cysoing, Genech és Mouchin községekkel határos.

## Népesség
A település népességének változása:
| Lakosok száma | 519  | 523  | 536  | 521  | 529  | 526  | 535  | 544  | 553  |
|               | 2013 | 2015 | 2016 | 2017 | 2018 | 2019 | 2020 | 2021 | 2022 |